# 梅雷-维埃耶
梅雷-维埃耶（法語：Mérey-Vieilley，法語發音：[meʁɛ vjɛjɛ]）是法国杜省的一个市镇，位于该省西北部，贝桑松市区以北，属于贝桑松区。

## 地理
梅雷-维埃耶（47°19'58"N, 6°3'46"E）面积3.42 平方千米，位于法国勃艮第-弗朗什-孔泰大區杜省，该省份为法国东部内陆省份，北起上索恩省，西接汝拉省，东部及东南部与瑞士接壤，东北部与贝尔福地区省接壤。
与梅雷-维埃耶接壤的市镇（或旧市镇、城区）包括：佩鲁斯、维埃耶、比捷、克罗马里。

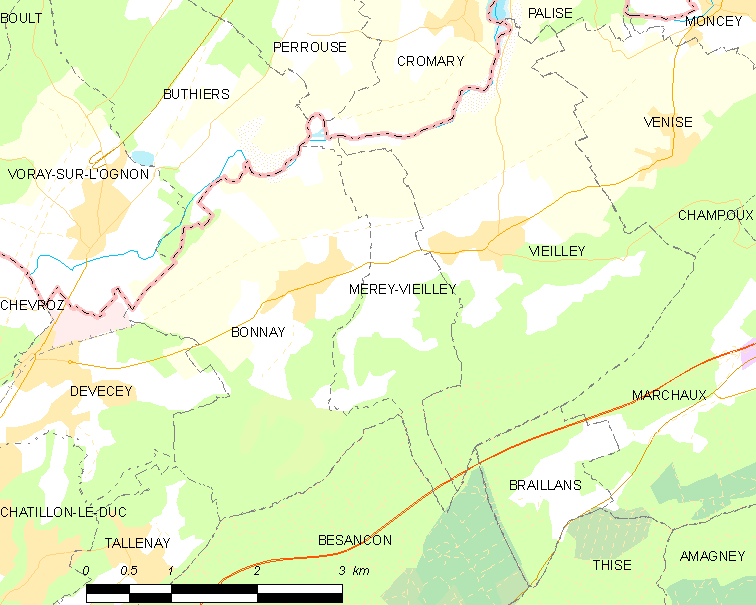
梅雷-维埃耶的OSM定位图

梅雷-维埃耶的时区为UTC+01:00、UTC+02:00（夏令时）。

## 行政
梅雷-维埃耶的邮政编码为25870，INSEE市镇编码为25376。

## 政治
梅雷-维埃耶所属的省级选区为博姆莱达姆县。

## 人口

1962-2008年间梅雷-维埃耶人口变化图示

梅雷-维埃耶于2022年1月1日时的人口数量为168人。